# Bothus mellissi
 Bothus mellissi és un peix teleosti de la família dels bòtids i de l'ordre dels pleuronectiformes.

## Morfologia
Pot arribar als 22,3 cm de llargària total.

## Distribució geogràfica
Es troba a les costes de Santa Helena.